# Шлёпали шлёпки
| Оценки критиков | Оценки критиков |
| Источник        | Оценка          |
| --------------- | --------------- |
| InterMedia      | [ 2 ]           |

«Шлёпали шлёпки» — второй студийный альбом украинской певицы Оли Поляковой, выпущенный в 2017 году.

## Об альбоме
На альбоме в основном содержатся песни, которые уже были выпущены ранее, но по задумке Поляковой плейлист должен отражать реальный творческий путь исполнительницы. Сама певица называет свой стиль «вернакулярный поп».
Альбому предшествовал всеукраинский тур «Шлёпали шлёпки», который и дал название альбому.
В 2020 году песня «Шлёпки» была удостоена премии YUNA «20 знаковых песен за 20 лет».

## Синглы
С альбома было выпущено девять синглов. Первый из них — «#Шлёпки» — был выпущен в мае 2013 года, песня стала мгновенным хитом, а впоследствии мемом, заняв вершины украинских хит-парадов.
Чуть раньше, 21 декабря 2012 года, в день конца света, вышел тематический видеоклип на сингл «Russian Style», однако как сингл песня вышла в том же мае, после сингла «#Шлёпки». В альбом попала немного изменённая версия песни, где вместо «Russian Style» певица поёт «Polyakova Style».
23 октября 2013 года певица представила клип на новую песню «Люли», режиссером которого стали Елена Винярская и сама Оля Полякова. 16 декабря песня была выпущена как сингл и стала доступна для цифровой загрузки. Песня стала хитом, поднявшись в топ-10 радиочартов Украины. По итогам 2014 года песня стала восьмой самой разыскиваемой в интернете, а также получила звание «Песня года 2014» от телеканала «Интер».
В 2014 году были презентованы синглы «Асталависта, сепаратиста!» (в альбом вошла версия, где певица поёт «Асталависта, асталависта», вместо «Асталависта сепаратиста») и «Брошенный котёня».
13 марта 2015 года Оля выпустила новый сингл «Любовь-морковь», музыкальное видео было выпущено 25 апреля.
29 июля 2015 года был выпущен сингл «Первое лето без него». Песня быстро набрала популярность и вошла в топ-10 радиочартов Украины. В сентябре певица представила видеоклип на песню.
12 апреля 2016 года вышел новый сингл «О Боже, как больно!», а 19 мая был представлен видеоклип, снятый Аланом Бадоевым. Мини-фильм о том, кем Оля была до того как стать «суперзвездой», набрал более миллиона просмотров на YouTube за неделю.
10 августа 2016 года был представлен сингл «#Плавочки», чуть раньше был выпущен видеоклип на песню.
11 ноября был представлен сингл «Мама казала», песня вошла на физические копии альбома, выпущенные ограниченным тиражом позже в ноябре 2016 года. Также в этом издании присутствовала песня «Кап-кап», однако её не оказалось на альбоме во время цифрового релиза в 2017 году. В данный момент на всех цифровых платформах на альбоме отсутствует песня «Мама казала».

## Список композиций
| №                   | Название                 | Текст песни                                                    | Музыка                            | Длительность |
| ------------------- | ------------------------ | -------------------------------------------------------------- | --------------------------------- | ------------ |
| 1.                  | «Polyakova Style»        | Александр Воевуцкий                                            | Геннадий Крупник                  | 3:11         |
| 2.                  | «#Шлёпки»                | Виталий Таран, Александр Вратарёв                              | Виталий Таран                     | 3:35         |
| 3.                  | «Плавочки»               | Виталий Таран, Мирослав Кувалдин                               | Мирослав Кувалдин                 | 3:32         |
| 4.                  | «Люли»                   | Инна Рахманина                                                 | Светлана Кулемина                 | 3:35         |
| 5.                  | «Любовь-морковь»         | Наталья Касимцева                                              | Светлана Кулемина                 | 3:12         |
| 6.                  | «О Боже, как больно»     | Наталья Ярмоленко, Мирослав Кувалдин                           | Наталья Ярмоленко                 | 3:13         |
| 7.                  | «Первое лето без него»   | Михаил Ясинский, Ольга Полякова, Мирослав Кувалдин, Омар Хайям | Ольга Полякова, Мирослав Кувалдин | 3:36         |
| 8.                  | «Шарик»                  | Татьяна Залужная                                               | Татьяна Залужная                  | 3:04         |
| 9.                  | «Мальчикам это нравится» | Светлана Кравчук                                               | Светлана Кравчук                  | 3:32         |
| 10.                 | «Мама казала»            | Мирослав Кувалдин                                              | Мирослав Кувалдин                 | 3:05         |
| 11.                 | «Love is»                | Мирослав Кувалдин                                              | Василий Ткач, Мирослав Кувалдин   | 3:39         |
| 12.                 | «Брошенный котёня»       | Михаил Ясинский                                                | Руслан Квинта                     | 3:02         |
| 13.                 | «Асталависта»            | Мирослав Кувалдин, Михаил Ясинский                             | Мирослав Кувалдин                 | 3:29         |
| Общая длительность: | Общая длительность:      | Общая длительность:                                            | Общая длительность:               | 43:42        |